# Catharina Elisabeth Sylvander
Ej att förväxla med hovsömmerskan Catharina Elisabet Sylvander
Catharina (Carin) Elisabeth (Elise) Sylvander, född 21 september 1798 i Stockholm, död 30 april 1887 i Stockholm  var en svensk tecknare och akvarellmålare.
Hon var dotter till hovrättspresidenten Josua Sylvander och Catharina Charlotta Sten. Från 1815 till en bit in på 1870-talet avbildade hon under resor olika delar av Sverige med huvudvikten lagd på Blekinge. Flera av teckningarna har små notiser om platsen samt hennes upplevelser under resan dit. Teckningarna är ofta utfyllda med tusch eller lavyr. Som motiv hat hon valt exteriörer från städer eller lantställen samt rumsinteriörer från de hem hon besökte under sina resor. Hennes teckningar har ett stort kulturhistoriskt värde och flera har publicerats i kulturhistoriska publikationer. En längre artikel om hennes konstnärskap publicerades i Fataburen 1948.